# Чередина, Татьяна Валерьевна
Татьяна Валерьевна Чередина (19 марта 1991, Гулькевичи, Краснодарский край) — российская футболистка, центральная защитница московского «Спартака». Мастер спорта России.

## Биография
С 2006 года занималась футболом в Училище олимпийского резерва г. Звенигорода. Полуфиналистка первенства России среди девушек 2007 года в составе сборной Центрального ФО.
Во взрослом футболе дебютировала в высшей лиге России в 2011 году в составе клуба «Мордовочка», сыграв за сезон 21 матч.
С 2012 года выступает за «Кубаночку», сыграв за следующие несколько лет более 70 матчей в высшей лиге. Свой первый гол в чемпионате страны забила 3 октября 2015 года в ворота клуба «Звезда-2005». В составе краснодарской команды стала неоднократной финалисткой Кубка России (2014, 2015, 2016).
Вторую половину сезона 2018 года провела на правах аренды в красноярском «Енисее». Позже продолжила играть за «Енисей» на постоянном контракте. В 2021-22 годах играла в «Ростове». В январе 2023 года перешла в «Рязань-ВДВ». Через год перешла в московский «Спартак». Бронзовый призёр чемпионата России 2024.